# Istoria Poloniei în timpul Dinastiei Jagiellonilor
Istoria Poloniei în timpul Dinastiei Jagiellonilor cuprinde perioada de la sfârșitul Evului Mediu și începutul epocii moderne. Începând cu Marele Duce  al Lituaniei Jogaila (Vladislav Jogiello al II-lea), dinastia Jagiellonilor (1286 - 1572) a format uniunea polono-lituaniană. Această uniune a adus zone vaste din Lituania în sfera de influență a Poloniei care s-a dovedit a fi benefică pentru polonezi și lituaniei, care au coexistat și cooperat în una dintre cele mai mari formațiuni politice din Europa în următoarele patru secole.
În regiunea Mării Baltice, lupta Poloniei cu Ordinul Cavalerilor Teutoni a continuat și a inclus Bătălia de la Grunwald (1410), în 1466 Pacea de la Thorn sub comanda regelui Cazimir al IV-lea Jagiellon, tratatul care a creat viitorul Ducat al Prusiei. În partea de sud, Polonia s-a confruntat cu Imperiul Otoman și cu tătarii din Crimeea, iar în partea de est, Lituania s-a luptat cu Marele Ducat al Moscovei. Teritoriile Poloniei și Lituaniei includeau și regiunea de nord de Livonia.
Polonia se dezvolta ca un stat feudal, cu economie preponderent agricolă și era o componenta tot mai dominată de nobilime. Actul ‘’Nihil novi’’ adoptat de către Seimul polonez (parlament) în 1505, a transferat cea mai mare parte a puterii legislative de la monarh la Seim. Acest eveniment a marcat începutul perioadei cunoscute sub numele de Libertatea de Aur, atunci când statul a fost condus de către nobilimea poloneză liberă și egală.
Mișcările Reformei Protestante au făcut incursiuni adânci în creștinismul polonez, ceea ce era unic la acel moment în politicile europene de toleranță religioasă. Curentul renascentismului european a apărut la sfârșitul Jagiellonilor în Polonia și a fost o cultură înfloritoare imensă.

## Evul Mediu Târziu (secolule XIV - XV)

### Monarhia Jagiellonilor

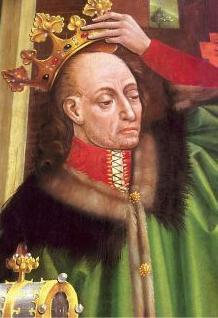
Vladislav al II-lea al Poloniei

În 1385, Uniunea Krewo a fost semnată între regina Hedviga și Jogaila, Marele Duce al Lituaniei, ultimul stat păgân din Europa. Actul aranjat pentru botezul lui Jogaila (după botez, Jogaila a fost cunoscut în Polonia ca Vladislav) și după ce cuplul s-a căsătorit, aceste lucruri constituind începutul uniunii polono-lituaniene. Uniunea consolida ambele națiuni în opoziția lor comună a Cavalerilor Teutoni și amenința tot mai mult Marele Ducat al Moscovei.
Unică în Europa, Uniunea  a conectat cele două state situate geografic în laturi opuse ale marelui decalaj între civilizația occidentală și latină, și de lumea bizantină. Consecințele acestui fapt au fost simțite de-a lungul istoriei regiunii în momentul Uniunii Krewo.
Intenția Uniunii a fost de a crea un stat comun sub regele Vladislav Jagiello, dar ideea poloneză de guvernare oligarhică, de încorporare a Lituaniei în Polonia s-a dovedit a fi nerealistă. Aveau să fie dispute teritoriale și războaie între Polonia și Lituania sau fracțiuni lituaniene. Lituanienii la acea vreme au găsit oportunitatea de a conspira cu Cavalerii Teutoni împotriva polonezilor. Consecințele geografice ale uniunii dinastice și preferințele regilor Jagiellon au accelerat procesul de reorientare a teritoriilor poloneze de est.
Între 1386 și 1572, Polonia și Lituania s-au alăturat unei uniuni personale până în 1569, unde au fost conduși de o succesiune de monarhi ai dinastiei Jagiellon. Influența politică a regilor Jagiellon a fost în scădere în aceasta perioadă care era însoțită de rolul tot mai mare în administrația publică centrală și a problemelor naționale ale nobilimii funciare. Dinastia regală a avut totuși un efect stabilizator asupra politicii din Polonia. Era Jagiellonilor este adesea considerată a fi o perioadă de putere politică maximă, de mare prosperitate și o epoca de aur a culturii poloneze.

### Evoluțiile sociale și economice

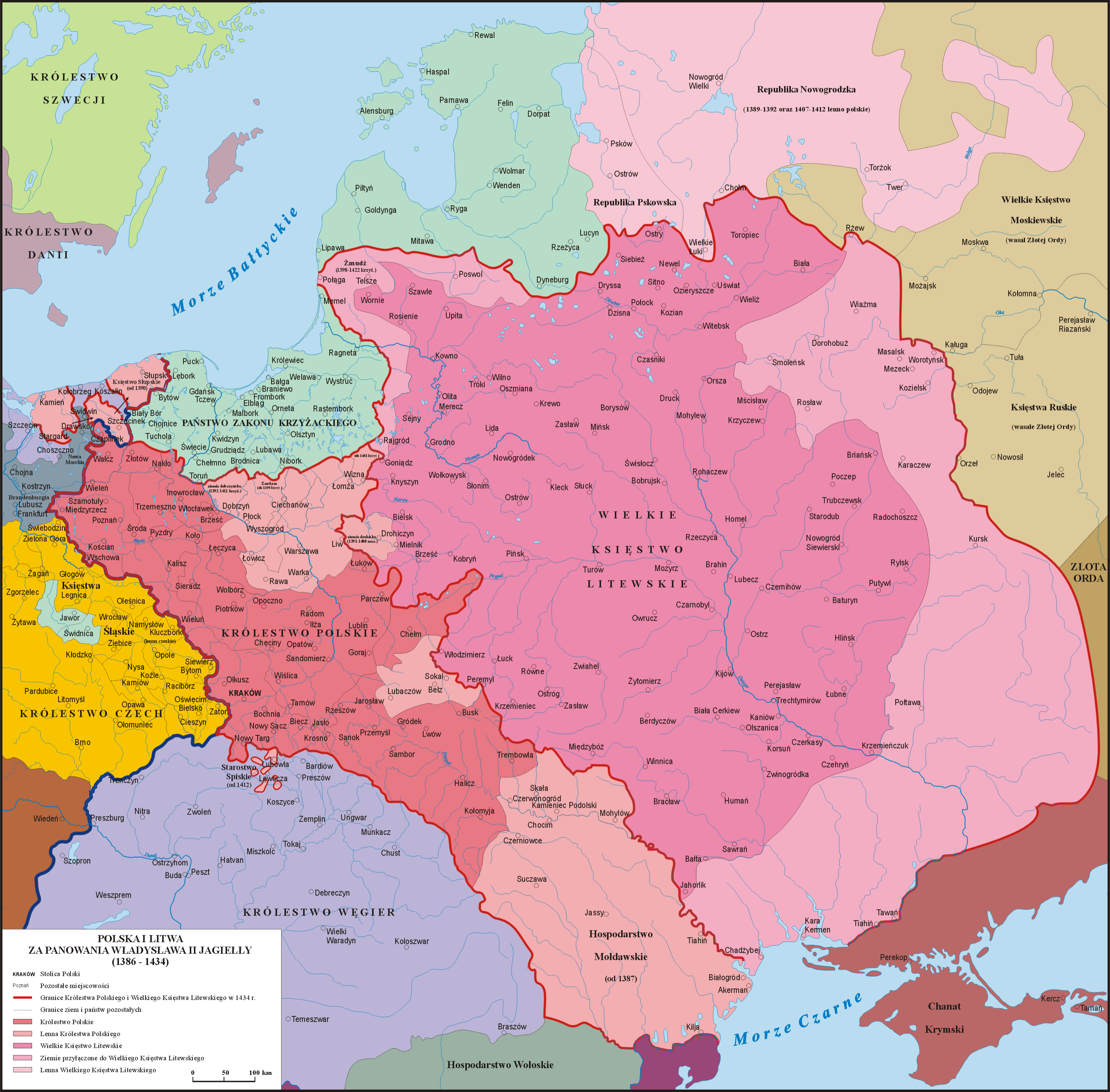
Polonia și Lituania 1386-1434

Sistemul de rentă feudală din secolele XIII și XIV, în care fiecare proprietate avea drepturile și obligațiile bine definite, a degenerat în secolul al XV-lea, atunci când nobilimea a înăsprit controlul producției, comerțului și a altor activități economice, creând multe intreprinderi agricole cunoscute sub numele de ferme (plățile feudale au fost înlocuite de munca forțată pe terenul stăpânului), a limitat drepturile orașelor și a împins majoritatea țăranilor la iobăgie. Astfel de principii erau din ce în ce mai des sancționate de lege. De exemplu, Privilegiul Piotrków din 1496, acordat de regele Ioan Albert, interzicea achizițiile de terenuri din mediul rural de către orășeni și limitase numărul țăranilor care puteau părăsi satele. Orașele poloneze, lipsite de reprezentare națională, își protejau interesele și păstrau un anumit grad de auto-guvernare (consilii locale și instanțele), iar tranzacțiile au fost capabile să organizeze și să formeze breslele. Curând, nobilimea s-a scuzat de la datoria principală (serviciul militar obligatoriu, în caz de război). Nobilimea divizată în două straturi principale a fost instituționalizată (nu formalizată legal) în contribuția Nihil novi din 1505, care cerea regelui să consulte Seimul general, Senatul (oficialii cei mai înalți), precum și camera inferioară (regională) a deputaților, înainte de adoptarea oricăror modificări legislative. Masele de nobili polonezi obișnuiți au concurat sau au încercat să concureze cu rangul cel mai de sus din clasa lor, a magistraților, pe toată durata existenței independenței în Polonia.

### Polonia și Lituania în uniunea personală din timpul Jagiellonilor
Primul rege al noii dinastii a fost Jogaila, Marele Duce al Lituaniei, sau Vladislav al II-lea Jagiello ca rege al Poloniei. El a fost ales rege al Poloniei în 1386, după ce a devenit catolic creștin și după căsătoria cu Hedviga de Anjou, fiica lui Ludovic I. A urmat ritualul latin de creștinare a Lituaniei. Rivalitatea lui Jogaila cu vărul sau Vytautas a avut loc în 1392 și în 1401 în Uniunea de la Vilnius și Radom, unde Vytautas a devenit Mare Duce al Lituaniei pe viață, sub supremația nominală a lui Jogaila. Acordul a făcut posibilă cooperarea strânsă între cele două națiuni care era necesară pentru a reuși în viitoarea luptă cu Ordinul Teutonic. Uniunea Horodło (1413) a dezvoltat relația și a acordat privilegii pentru Biserica Romano-Catolica (spre deosebire de Otodoxie), parte a nobilimii lituaniene.
Marele Război din 1409-1411, precipitat de  revolta lituaniană în Ordinul controlat de Samogiția, a inclus Bătălia de la Grunwald (Tannenberg), unde armatele poloneze și lituaniene-rusești i-au învins cu succes pe Cavalerii Teutoni. Ofensiva care a urmat și-a pierdut impactul după asediul ineficient din Malbork (Marienburg). Eșecul preluării fortăreței și eliminarea teutonilor, a avut consecințe istorice grave pentru Polonia în secolele XVII, XIX și XX. Pacea de la Thorn (1411) i-a dat Poloniei și Lituanieni ajustări teritoriale, mai degrabă modeste, inclusiv Samogiția. După aceea, au existat negocieri și oferte de pace care nu au ținut mult. O încercare, un arbitraj nerezolvat a avut loc în cadrul Consiliului din Constance. Acolo, în 1415, Paul Vladimiri, rector al Academiei din Cracovia, a prezentat Tratatul Puterii Papale și a Împăratului în ceea ce privește păgânii, unde el a pledat pentru toleranță, a criticat modelele de conversie violentă a Cavalerilor Teutoni, și a postulat că păgânii au dreptul de a coexista pașnic cu creștinii și că au dreptul la independență politică.  Această etapă a conflictului polono-lituanian cu Ordinul Teutonic s-a încheiat cu Tratatul de Melno în 1422. Un alt război a fost încheiat cu Pacea de la Brzesc Kujawski în 1435.

### Mișcările husite și uniunea polono-maghiară
În timpul războaielor husite (1420 - 1434), Vladislav, Vytautas și Sigismund Korybut au fost implicați în manevrele politice și militare care priveau coroana cehă, oferită de husiții lui Vladislav Jagiellon în 1420. Zbigniew Oleśnicki a devenit cunoscut ca lider adversar al uniunii statului Husit Ceh.
Dinastia Jagiellonilor nu avea dreptul la succesiune ereditară automată, astfel că fiecare nou rege trebuia să fie aprobat de către nobilime. Vladislav a avut doi fii de la ultima sa soție, Sofia de Halshany. În 1430, nobilimea a fost de acord cu succesiunea viitorului Vladislav al III-lea, numai după ce regele a garantat satisfacerea noilor lor cerințe. În 1434, vechiul monarh a murit iar fiul său minor, Vladislav, a fost încoronat. Consiliul Regal condus de Episcopul Oleśnicki a preluat sarcinile domniei.
În 1438, opoziția cehă anti-habsburgică, în principal facțiunile husite, a oferit coroana cehă fiului cel mic a lui Vladislav al II-lea, Cazimir. Ideea care era acceptată în Polonia, peste obiecțiile lui Oleśnicki, a dus la a doua expediție militară poloneză nereușită cu Boemia.
După moartea lui Vytautas în 1430, Lituania a devenit implicată în războaie interne și în conflictele cu Polonia. Cazimir, trimis de către regele Vladislav într-o misiune acolo în 1440, a fost proclamat în mod surprinzător de lituanieni ca Mare Duce al Lituaniei, și a rămas în Lituania.
Oleśnicki a câștigat din nou mâna puterilor înalte și a urmărit obiectivul său pe termen lung a uniunii Poloniei cu Ungaria. La acea vreme, Turcia s-a angajat într-o nouă rundă de cuceriri europene și a amenințat Ungaria, care avea nevoie de un puternic aliat polono-lituanian. Vladislav al III-lea și-a asumat tronul Ungariei în 1440. Influențat de Iulian Cesarini, tânărul rege a condus armata maghiară împotriva Imperiului Otoman în 1443 și din nou în 1444. Ca și mentorul său, Vladislav a fost ucis în Bătălia de la Varna.
La sfârșitul vieții lui Vladislav, Polonia era practic condusă de magnatul Oleśnicki. Guvernarea de către demnitari era opusă în mod activ de către grupurile șleahtei. Liderul lor, Spytek de Melsztyn, a fost ucis în timpul unei confruntări armate în 1439, și i-a permis lui Oleśnicki să curețe Polonia de simpatizanții husiților rămași, oferindu-i oportunitatea de a urmări alte obiective personale fără nici o opoziție semnificativă.

### Casimir al IV-lea Jagiellon

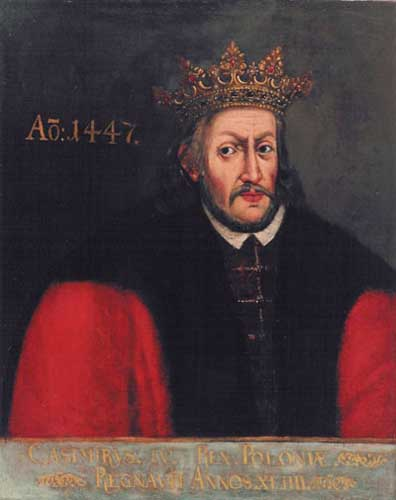
Regele Cazimir IV Iagello a fost căsătorit cu Elisabeta de Austria (1436–1505); patru dintre copii lor au devenit regi

În 1445, Cazimir, Marele Duce al Lituaniei, a fost invitat să-și asume tronul polonez eliberat de moarte fratelui său Vladislav. Cazimir a fost un negociator dur și nu a acceptat condițiile nobililor polonezi pentru alegerea sa. În cele din urmă a ajuns în Polonia și a fost încoronat în 1447 după termenii săi. Devenind rege al Poloniei, Cazimir s-a eliberat de controlul Lituaniei iar în 1447 el a declarat ca nobilimea lituaniana să abiă drepturi egale cu șleahta poloneză. În timp, Cazimir a fost capabil să-l elimine de la putere pe Cardinalul Oleśnicki și pe grupul său, bazându-și propria putere asupra taberei mai mici a nobilimii de mijloc. Cazimir a revolvat, de asemenea, în favoarea sa, un conflict cu Papa și cu ierarhia Bisericii locale pentru a umple pozițiile vacante ale episcopilor.
În 1454, Confederația prusacă, o alianță a orașelor prusace și nobilimii, spre deosebire de guvernarea din ce în ce mai apăsătoare a Cavalerilor Teutoni, i-au cerut regelui Cazimir să preia Prusia, stârnind o revoltă armată împotriva Cavalerilor. Cazimir a declarat război împotriva Ordinului și a încorporat formal Prusia în Coroana poloneză, aceste evenimente ducând la Războiul de 13 Ani. Slăbiciunea ruszeniei (șleashta nu ar coopera fără noi concesii de la Cazimir) a împiedicat preluarea întregii Prusii, dar în a doua Pace de la Thorn (1466), Cavalerii trebuiau să predea jumătatea de vest de pe teritoriul lor Coroanei poloneze (zonele cunoscute ulterior ca Prusia Regală, o entitate semi-autonomă), și au acceptat suzeranitatea polono-lituaniană pe teritoriul rămas (mai târziu Ducatul Prusia). Polonia a recâștigat Pomerania și împreună cu asta și importantul acces la Marea Baltică, precum și Warmia. În plus față de războiul pe teren, au avut loc lupte navale, unde navele oferite de orașul Danzig au luptat cu succes împotriva flotelor daneze și a teutonilor.
Au mai fost câștigate alte terenuri din Polonia, precum Ducatul Oświęcim și Ducatul Zator de la frontiera Sileziei cu Polonia Mică.
Influența Dinastiei Jagiellon în Europa Centrală era în creștere. În 1471, fiul lui Cazimir, Vladislav, a devenit rege al Boemiei iar în 1490, rege în Ungaria. Marginea de sud și de est a Poloniei și Lituaniei au devenit amenințate de invaziile turcești. Implicarea Moldovei cu Polonia din 1387, când Petru al II-lea, domnitor al Moldovei, a căutat protecție împotriva maghiarilor, a dus la plata pentru Vladislav al II-lea, omagiu adus la Lviv, oferind Poloniei accesul la porturile din Marea Neagră. În 1485, regele Cazimir a inteprins o expediție în Moldova după ce porturile sale au fost preluate de turcii otomani. Turcii care controlau tătarii din Crimeea au precheziționat teritoriile de est în 1482 și 1487, până când s-au confruntat cu regele Ioan Albert, fiul și succesorul lui Cazimir. Polonia a fost atacată în 1487 - 1491 de către rămășitele Hoardei de Aur. Ei au invadat Polonia înainte de a fi învinși la Zaslavl. Regele Ioan Albert a făcut o încercare de a rezolva problema militară tucească în 1497, dar eforturile sale nu au avut succes, acesta fiind în imposibilitatea de a asigura participarea efectivă la războiul cu frații lui, regele Ladislau al II-lea al Boemei și Ungariei și Alexandru, Marele Duce al Lutianiei, și din cauza rezistenței lui Ștefan cel Mare, domnitorul Moldovei. Efortuile de pace diplomatice ale lui Ioan Albert au fost finalizate după moartea regelui în 1503, rezultând într-un compromis teritorial și un armistițiu instabil.
Invaziile Crimeei în Polonia și Lituania au cntinuat în timpul domniei regelui Alexandru în 1502 și 1506, iar în 1506, tătarii au fost învinși în Bătălia de la Kletsk de Michael Glinski.
Lituania a fost din ce în ce mai amenințată de puterea tot mai mare a Marelui Ducat al Moscovei. În campaniile din 1471, 1492 și 1500, Moscova a preluat o mare parte din bunurile Lituaniei de est. Ducele Alexandru a fost ales rege al Poloniei în 1501, după moartea lui Ioan Albert. În 1506, el a fost urmat de Sigismund I cel Bătrân, atât în Polonia și Lituania, în timp ce relațiile politice au tras cele două state mai aproape unul de celălalt.

### Cultura în Evul Mediu târziu

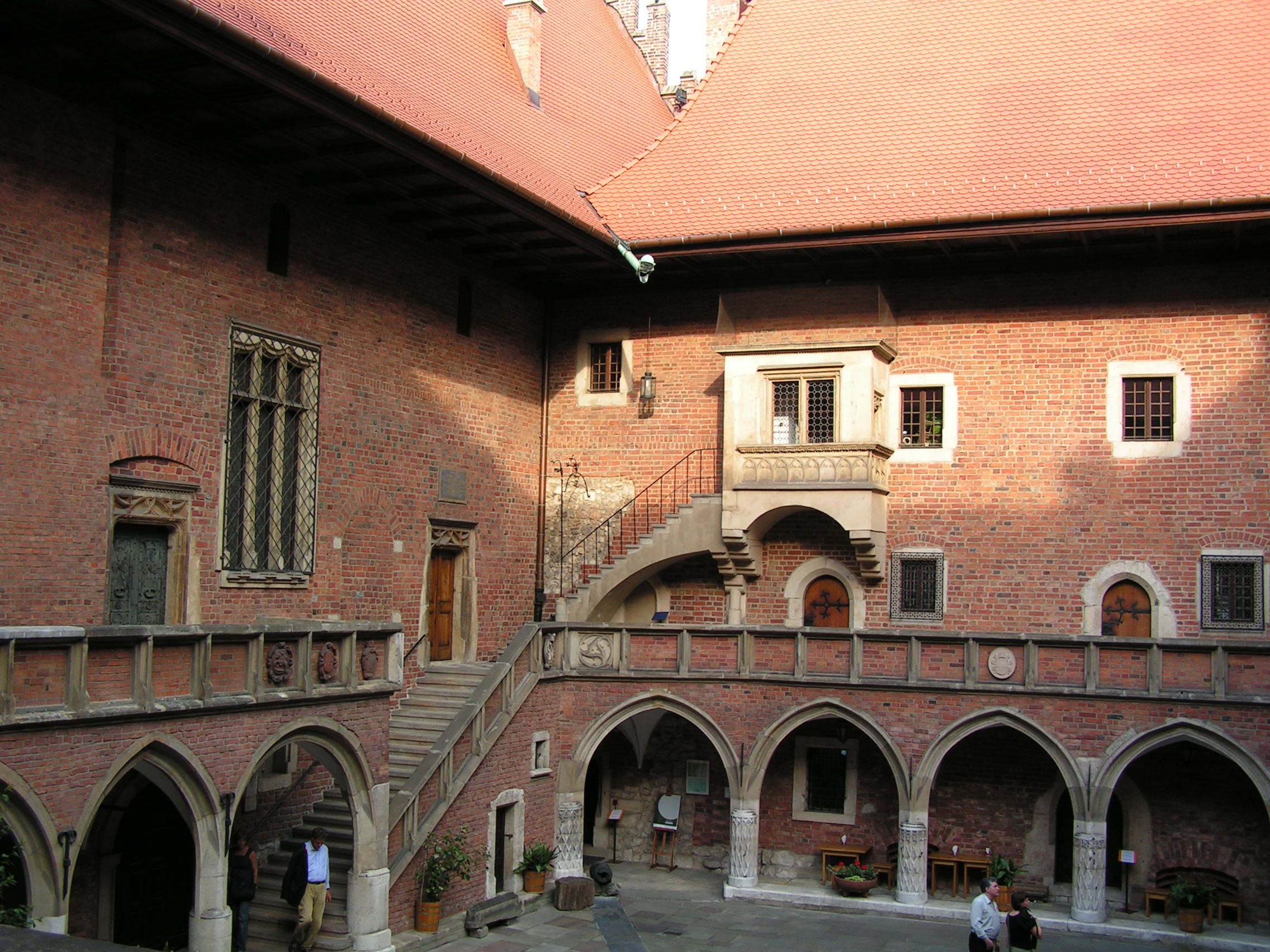
Universitatea din Cracovia – Collegium Maius

Cultura din secolul al XV-lea a fost în mare parte medievală în Polonia. În condiții sociale și economice favorabile, meșteșugurile și industriile externe deja existente în secolele precedente, au devenit mult mai dezvoltate iar produsele erau mult mai răspândite. Producția de hârtie a fost una dintre noile industrii, iar imprimarea a fost dezvoltată în ultimul sfert al secolului. În 1473, Kasper Straube a produs în Cracovia prima imprimantă latină, în 1475, în Wrocław, Kasper Elyan a tipărit pentru prima dată în limba poloneză, și după 1490, de la magazinul Schweipolt Fiol din Cracovia au devenit cele mai vechi amprente chirilice din lume, și anume, textele religioase în vechea slavonă.
Articolele de lux au fost o cerere mare în rândul nobilimii din ce în ce mai prospere și într-o măsură mai mică printre negustorii bogați ai orașului. Cărămida și piatra pentru clădirile rezidențiale au devenit comune, însă numai în orașe. Stilul gotic matur a fost reprezentat atât în arhitectură cât și în sculptura sacrală de lemn. Altarul Veit Stoss din Biserica Sfânta Maria din Cracovia este una dintre cele mai magnifice lucrări de artă din Europa de acest gen.
Universitatea din Cracovia, care a încetat să mai funcționeze după moartea lui Cazimir cel Mare, a fost reînnoită și întinerită în jurul anului 1400. Înmulțirea cu departamente teologice, academia a fost întreținută și protejată de regina Hedviga și de membrii dinastiei Jagiellonilor. Cel mai vechi departament de matematică și astronomie din Europa a fost înființat în 1405. Printre oamenii de știință proeminenți univeritatii au fost Stanislav Skarbimierz, Paulus Vladimiri și Albert de Brudzewo.
Precursorii umanismului polonez, Ioan de Ludzisko și Grigore de Sanok, au fost profesori la univeritate. Curtea lui Geigore a fost partea de societate literară timpurie în Lviv, după ce a devenit arhiepiscop acolo. Știința a fost reprezentată de Jan Ostroróg, un publicist politic și reformist, iar [Długosz] a fost un istoric a cărui anale erau cele mai mari din istoria Europei și o sursă fundamentală pentru istoria medievală din Polonia. Filippo Buonaccorsi, un poet și diplomat, care a sosit din Italia în 1468 și a rămas în Polonia până la moartea sa în 1496, s-a stabilit la Cracovia, aceasta fiind o altă societate literară. Cunoscut sub numele de Kallimach, el a scris viețile lui Grigore Sanok, Zbigniew Oleśnicki și cel mai probabil a lui Jan Długosz. El a meditat și instruit fiii lui Cazilir al IV-lea. Conrad Celtes, un humanist german, a fost primul din acea parte a Europei care a asociat humanismul literar și științific „Sodalitas Litterarum Vistulana”.

## Epoca modernă timpurie (secolul al XVI-lea)

### Expansiunea economică bazată pe agricultură

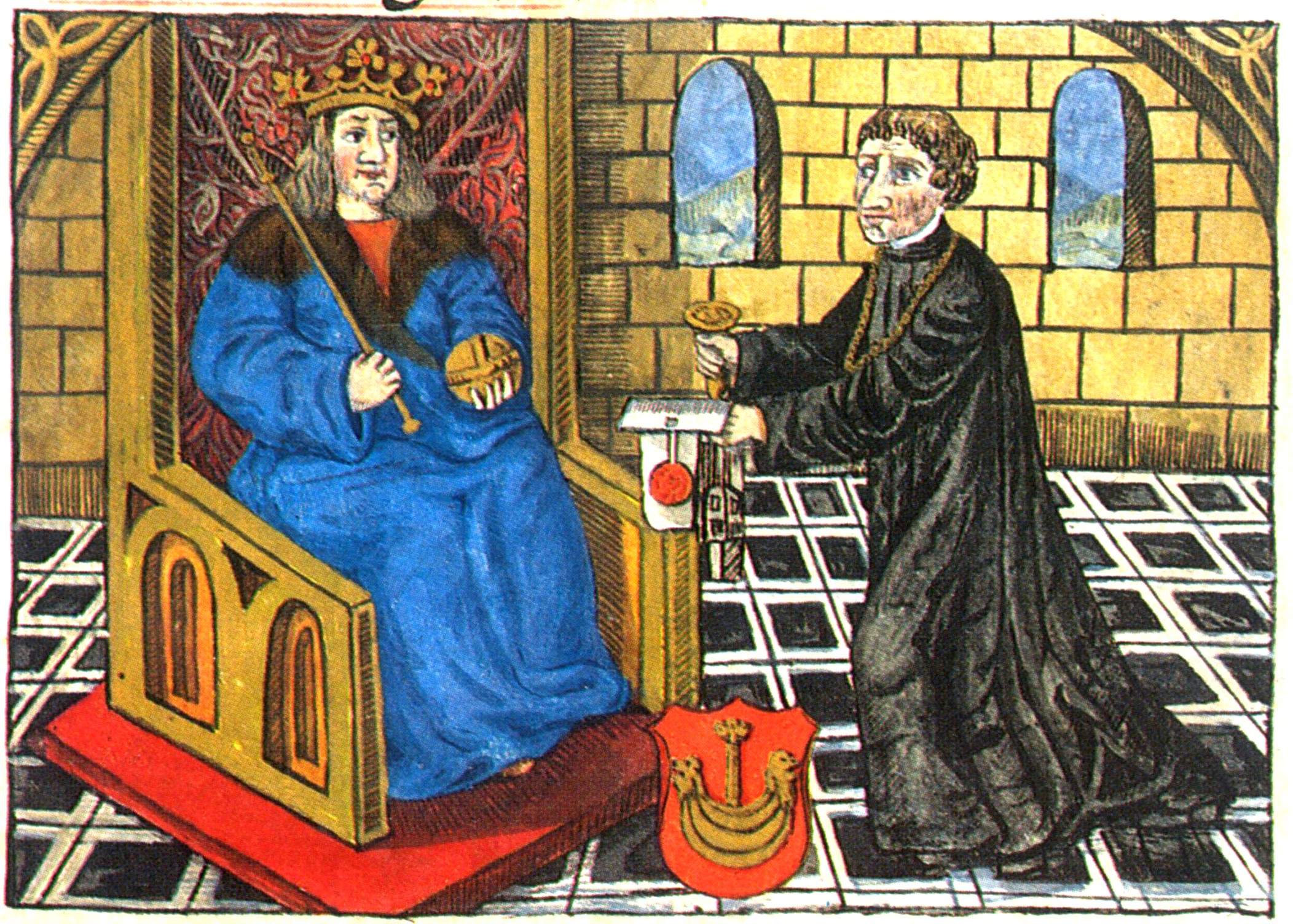
King Alexandru al Poloniei cu Cancelarul Jan Łaski

Ferma era o trăsătură dominantă în peisajul economic al Poloniei la începutul secolului al XV-lea și pentru următorii 300 de ani. Această dependență de agricultură controlată de nobilitate a deviat de la modalitățile din Europa Centrală și de Est, de cele din partea de vest a continentului, unde elementele capitalismului și industrializării erau în curs de dezvoltare, într-o măsură mult mai mare decât în est, și cu o tendință de creștere a clasei de burghezie și a influențelor politice. Combinația, în secolul al XVI-lea, a comerțului agricol din Europa, cu forța de muncă țărănească gratuită sau ieftină, a făcut aceasta perioada foarte profitabilă din punct de vedere economic.
În secolul al XVI-lea s-a devoltat în continuare mineritul și metalurgia, iar progresul tehnic a avut loc în diverse aplicații comerciale. Cantități mari de produse agricole și forestiere exporate pluteau în jos pe râuri sau erau transportate pe rute terestre, conducând la o balanță comercială pozitivă pentru Polonia, pe tot parcursul secolului. Importurile din Occident au inclus produsele și metalele industriale de lux.
Cele mai multe dintre cerealele exportate plecau din Polonia prin Danzig, care din cauza locației sale la punctul terminal în Vistula, a influenților navigabili și a rolului său comercial ca port maritim, a devenit mai bogată, cea mai bine dezvoltată și cel mai autonom oraș polonez. Acesta era de departe cel mai mare centru de meșteșuguri și fabricație. Alte orașe au fost afectate negativ  în activitățile de tranzit și de export. Cel mai mare dintre ele a fost Cracovia, Poznań, Lviv și Varșovia, iar în afara Coroanei, Breslau. Thorn și Elbing au fost principalii, după Danzig.

### Burghezii și nobilii
În timpul secolului al XVI-lea, prosperitatea familiilor puternice de negustori, bancheri și investitori, mulți de origine germană, încă efectuau operațiuni de afaceri la scară largă în Europa sau împrumutau bani pentru interesele nobililor polonezi, inclusiv curții regale. Unele regiuni au fost relativ urbanizate, spre expemlu în Polonia Mare și Polonia Mică, unde la sfârșitul secolului al XVI-lea, 30% din populație trăia în orașe. Au fost înființate 256 de orașe, cele mai multe în Rutenia Roșie. Statutul locuitorilor de sus a orașelor au fost multinațional etnic și au avut tendința de a fi bine educați. Numeroși băieți de burghezi au studiat la Academia din Cracovia și la universități străine. În imposibilitatea de a forma propria lor clasă politică la nivel național, mulți, în ciuda obstacolelor legale, s-au amestecat în nobilime.
Nobilimea sau șleahta din Polonia a constituit o proporție mai mare (până la 10 %) din populație, decât în alte țări europene. În principiu, aceștia erau cu toții egali și împuterniciți politic, dar unii nu au avut nici o proprietate și nu li s-a permis să dețină birouri sau să participe la Seim ori alte organe legislative. Unii posedau un mic petic de pământ pe care îl îngrijeau personal și trăiau alături de familiile țărănești (căsătoriile mixte le-au oferit unora dintre țărani o posibilitatea pentru nobilime), în timp ce magnații dețineau rețele-ducat ca imobile, cu mai multe sute de orașe și state. Secolul al XVI-lea în Polonia a fost o republică de nobili, și a fost clasa de mijloc a nobilimii care a format componența de conducere în perioada Jagiellonilor cât și după aceea, însă magistrații au păstrat cele mai înalte funcții de stat și bisericești. La acea vreme, șleahta din Polonia și Lituania a fost diversificată etnic și au apărut diferite confesiuni religioase. În acea perioadă de toleranță, asftel de factori au avut puțin efect asupra statului economic. Geloși de privilegiul lor (de libertate), șleahta renascentistă a dezvoltat  taxele de serviciu public, educând tinerii lor, interesandu-se de tendințele actuale și de afaceri și călătorii pe scara largă. În timp ce epoca de aur a culturii poloneze a adoptat umanismul occidental și modelele Renașterii, stilul nobilimii  a început în a doua jumătate a secolului, dobândind un gust distinct din est. Străinii care vizitau, remarcau splendoarea rezidenților și orientarea spre stilul de viață a nobililor bogați polonezi.

### Reforma

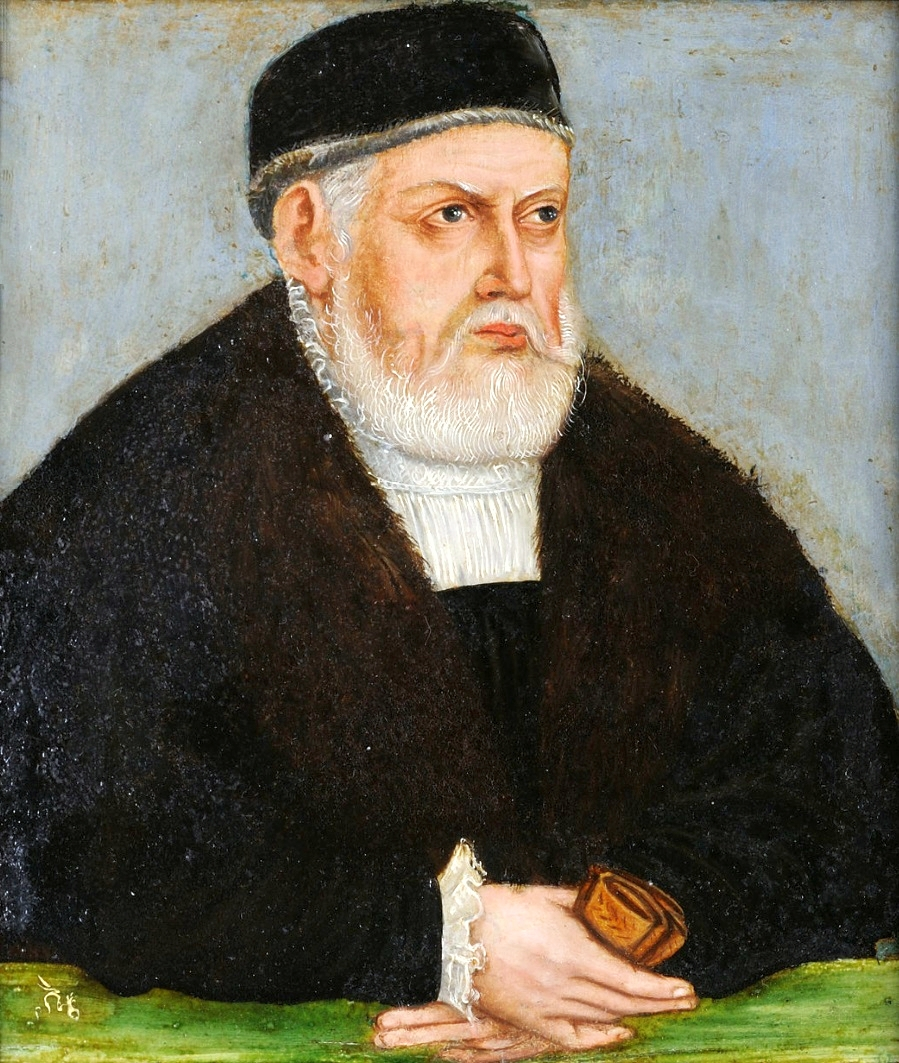
Sigismund I al Poloniei

Într-o situație similară cu cea a altor țări europene, dezintegrarea internă progresivă a Bisericii poloneze a creat condiții favorabile pentru diseminarea ideilor și curenților reformei. De exemplu, a existat o prăpastie între clerul de jos și ierarhia bisericii bazate pe nobili, care a fost destul de laicizată și preocupată cu problemele temporale, cum ar fi puterea și bogăția, de cele mai multe ori corupte. Nobilimea de mijloc, care a fost deja expusă la convingerea reformei husite, a privit tot mai mult spre privilegiile bisericii, cu invidie și ostilitate.
Învățăturile lui Martin Luther au fost acceptate mai ușor în regiunile cu relații puternice germane: Silezia, Polonia Mare, Pomerania și Prusia. În Danzig, în 1525, a avut loc o revoltă socială luterenă a clasei mici, sângeros subjugată de Sigismund I după ce a luat în considerare și a stabilit o reprezentare a intereselor plebei ca un segment al guvernului orașului. Königsberg și Ducatul Prusiei sub Albrecht Hohenzollern a devenit un centru puternic de diseminare a propagandei protestante care afecta întregul nord al Poloniei și Lituaniei. Sigismund I a reacționat rapid împotriva noutăților religioase, emițând primul său edict în 1520, care interzicea orice promovare a ideologiei luterane, și chiar excursiile în centrele de luterani. Astfel de tentative de interdicții (prost aplicate) au continuat până în 1543.
Fiul lui Sigismund, Sigismund al II-lea August, un monarh cu atitudine mult mai tolerantă, a garantat libertatea practicii religioase luterane în toată Prusia Regală din 1559. În afară de luteranism, care în cadrul Coroanei poloneze a găsit în cele din urmă importanță în principalele orașe din Prusia Regală și în vestul Poloniei Mari a învățăturilor anabaptiștilor persecutați și unitarieni, au fost împlinite cel puțin în rândul șleahtei.
În Prusia Regală, 41% dintre parohii au fost luate în considerare ca fiind luterane, în a doua jumătate a secolului al XVI-lea, dar acest procent a continuat să crească. În conformitate cu Kasper Cichocki, care a scris în secolul al XVII-lea, mai rămăseseră doar resturi de catolicism. Luteranismul a fost puternic dominat în Prusia Regală de-a lungul secolului al XVII-lea, cu excepția Varminei.
În jurul anului 1570, erau cel puțin 700 de congregații protestante din Polonia și Lituania, peste 420 au fost reformate și peste 140 erau luterane. Protestanții cuprindeau aproximativ 1/2 din clasa magnaților, 1/4 din alți nobili și orășeni și 1/20 din țărănimea non-ortodoxă. Cea mai mare parte a populației vorbitoare de limbă poloneză a rămas catolică, dar proporția catolicilor s-a diminuat în mod semnificativ în rândurile sociale superioare.
Calvinismul pe de alta parte, a câștigat mulți adepți în rândul șleahtei și magnaților, în principal în Polonia Mică și Lituania, la mijlocul secolului al XVI-lea. Calvini, care erau conduși de Jan Laski, urmăreau unificarea bisericilor protestante și a propus înființarea unei biserici naționale poloneze, în care toate cultele creștine, inclusiv otodocșii estici (foarte numeroși în Marele Ducat al Lituaniei și Ucraina), să fie uniți. După 1555, Sigismund al II-lea care a acceptat ideile lor, a trimis un emisar la Papa, însă papalitatea a respins diversele postulate calviniste. Laski și alți câțiva savanți calviniși au publicat în 1563 Biblia de Brest, o Biblie poloneză tradusă complet din limbile originale, fiind o inteprindere finanțată de Mikołaj Radziwill cel Negru. După 1563-1565, toleranța religioasă deplină a devenit o normă. Biserica Romano-Catolică poloneză a ieșit din această perioadă critică de slăbire, ceea ce a facilitat succesul de mai târziu a Contrareformei.
Printre calviniști, care includeau clasele de jos și liderii lor, au apărut dezacorduri bazate pe opinii diferite în domeniul doctrinelor religioase și sociale. Ruptura oficială a avut loc în 1562, când două biserici separate au stabilit în mod oficial calvinismul de masă, mult mai mic și mai reformist, cunoscut sub numele de Frații Arieni polonezi. Aderenții aripii radicale a Fraților polonezi au promovat ideile de dreptate socială. Mulți arieni (Piotr de Goniądz, Jan Niemojewski) au fost pacifiști care se opuneau proprietății private, iobăgiei, autorității de stat și serviciului militar. O mare adunare a Fraților polonezi și a centrului de activități a fost înființată în 1569 în Raków lângă Kielce, și a durat până în 1638, când Contrareforma a închis-o. Acordul Sandomierz din 1570, un act de compromis și cooperare între mai multe culte protestante poloneze, a exlus arienii, care spre sfârșitul secolului au câștigat putere în cadrul mișcării.
Actul Confederației Varșovia, care a avut loc în timpul Seimului din 1573, a oferit garanții, cel puțin pentru nobilime, de libertate religioasă și pace. A oferit confesiuni protestante, inclusiv Fraților polonezi, drepturile formale pentru mai multe decenii de acum încolo. Unic în secolul al XVI-lea în Europa s-a dovedit a fi Comunitatea și cuvintele cardinalului Stanislau Hosiu, un reformator catolic într-un paradis sigur pentru eretici.

## Cultura Renașterii poloneze

### Epoca de aur a culturii poloneze
Epuca de Aur poloneză, perioada domniilor lui Sigismund I și Sigismund al II-lea, ultimii doi regi Jagiellon, este cel mai adesea identificat cu creșterea culturii poloneze renascentiste. Înflorirea culturală a avut la bază prosperitatea elitelor, atât nobilimea migratoare cât și patriciatul urban în centrele cum ar fi Cracovia și Danzig. Așa cum a fost cazul cu alte națiuni europene, sursa de inspirație renascentistă a venit în primul rând din Italia, un proces accelerat într-o anumită măsură prin căsătoria lui Sigismund I cu Bona Sforza. Mulți polonezi au călătorit în Italia pentru a studia și învăța cultura țării. Imitand obiceiurile italiene care deveniseră la modă (curtile regale a celor doi regi au furnizat un exemplu pentru toți ceilalți), mulți artiști italieni și cugetători au venit în Polonia, unii stabilindu-se și muncind acolo pentru mulți ani. În timp ce umaniștii polonezi, influențați în mare măsură de Erasmus și Rotterdam, au realizat asimilarea preliminară a culturii din antichitate, iar generația care a urmat a fost capabilă să pună accent mai mare pe dezvoltarea de elemente autohtone, și datorită diversității sociale, au avansat procesul de integrare națională.

### Alfabetizarea, educația și patronajul eforturilor intelectuale

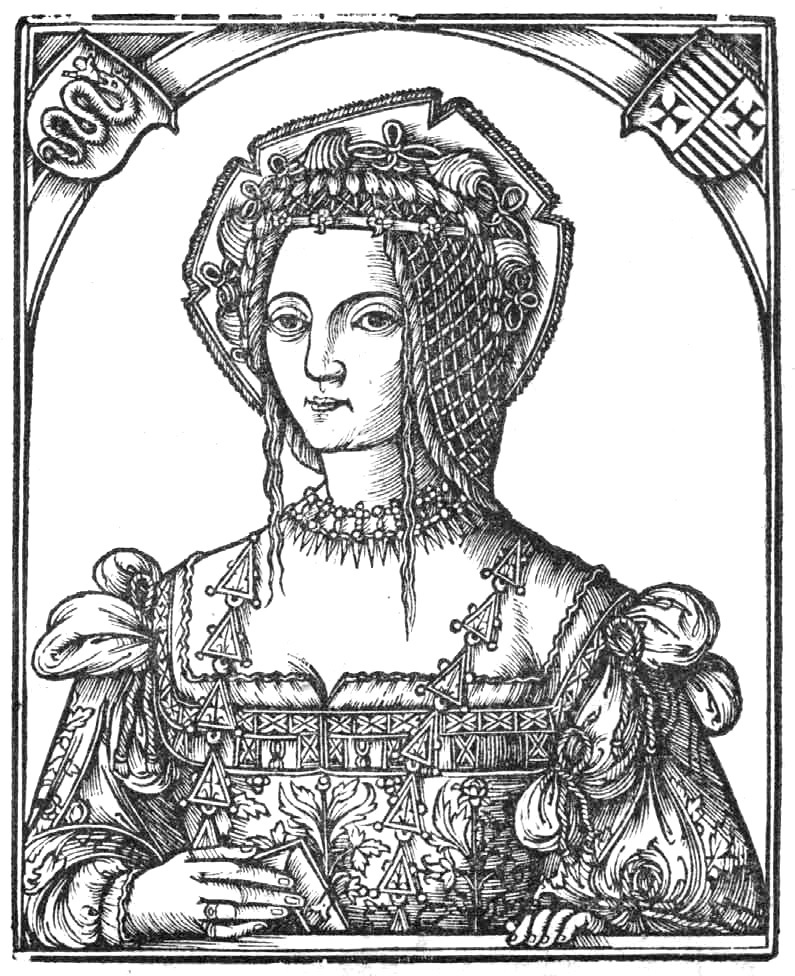
Bona Sforza, puternica și educata regină, care a contribuit la patronajul educațional

Începând din 1473, afacerile de imprimare continuau să crească în Cracovia. Până la începutul secolului al XVI-lea și al XVII-lea, au existat aproximativ 20 de edituri din cadrul Comunității, opt în Cracovia iar cea mai mare parte în Danzig, Thorn și Zamość. Academia din Cravocia și Sigismund al II-lea posedau biblioteci bine aprovizionate. Colecțiile mai mici era frecvente în rândul nobilimii, școlilor și gospodăriilor orășenești. Nivelul de alfabetizare a fost în scădere însă până la sfârșitul secolului al XVI-lea, aproape fiacre parohie conducea o școală.
Academia Lubrański, o instituție de învățământ superior, a fost înființată în Poznań în 1519. Reforma a dus la crearea unui numar de gimnazii, școli medii orientate academic, unele de renume internațional, în timp ce confesiunile protestante au vrut să ataragă susținătorii prin oferirea educației de cea mai înaltă calitate. Reacția catolică a fost de a crea colegii iezuite de calitate. Universitatea din Cracovia a răspuns cu programe umaniste de gimnaziu proprii.
Universitatea a cunoscut o perioadă de importanță în secolele XV - XVI, atunci când facultățile de matematică, astronomie și geografie au atras numeroși studenți din străinătate. Latina, greaca, ebraica și literatura poloneză au fost, de asemenea, populare. De la mijlocul secolului al XVI-lea, instituția a intrat într-o etapă de criză, iar până în secolul al XVII-lea s-a regresat în conformitate cu Contrareforma. Iezuiții au profitat de lipsele interne și au stabilit în 1579 un colegiu universitar în Vilnius, însă eforturile lor de a prelua Academia din Cracovia nu au avut succes. În aceste condiții, mulți au ales să urmeze studiile în străinătate.
Sigismund I, care a construit castelul Wawel renascentist, iar fiul său, Sigismund al II-lea August a sprijinit activitățile intelectuale și artistice și s-a înconjurat cu elita creatoare. Exemplul lor a fost urmat de patronajul ecleziastic, de feudali și de patricienii din orașele mici.

### Știința
Știința poloneză a atins punctul culminant în prima jumătate a secolului al XVI-lea. Punctul de vedere medieval a fost criticat și au fost încercate mai multe explicații raționale. Copernicus' De revolutionibus orbium coelestium, publicat în noiembrie 1543, a zguduit sistemul de valori tradiționale exitinzându-se într-o înțelegere a universului fizic, stabilind gratuit explozia de cercetare științifică. În general, oamenii de știință proeminenți din acea perioadă au locuit în diferite regiuni alte țării, majoritatea trăind în mediul urban.
Nicolaus Copernic, un fiu al unui comerciant din Cracovia, a contribuit la știință și artă. Creativitatea sa științifică a fost inspirată de la Universitatea din Cracovia, studiind și la universități italiene mai târziu. Copernic a scris poezie latină, a dezvoltat o teorie economică, a lucrat ca administrator cleric, activist politic în Seimul prusac și a condus apărarea Olsztyn împotriva forțelor lui Albrecht Hohenzollern. Ca astronom, el a lucrat la teoria științifică pentru mulți ani la Frombork, unde a murit.
Josephus Struthius a devenit celebru ca medic și cercetător medical. Bernard Wapowski a fost un pionier de cartografie poloneză. Maciej Miechowita a fost rector la Universitatea din Cracovia și a publicat în 1517, Tractatus de duabus Sarmatis, un tratat despre geografia de Est, un domeniu în care anchetatorii polonezi au furnizat expertiza de primă mână pentru restul Europei.

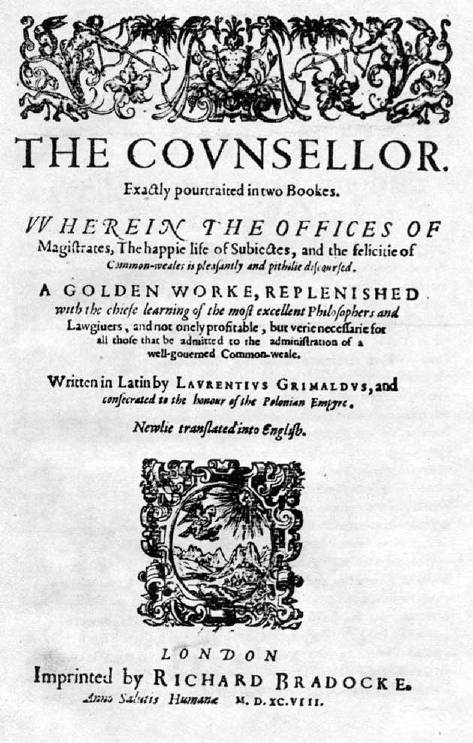
The Counsellor de Goslicius în engleză

Andrzej Frycz Modrzewski a fost unul dintre cei mai mari teoreticieni ai gândirii politice în Europa Renascentistă. Cea mai faimoasă muncă a sa pentru îmbunătățirea Comunității a fost publicată în Cracovia în 1551. Modrzewski a criticat relațiile sociale feudale și reformele propuse. El a postulat ca toate clasele sociale ar trebui să fie supuse legii în aceași măsură și a vrut să modereze inechitățile existente. Modrzewski, un autor influent, a fost un susținător pasionat a soluționării pașnice a conflictelor internaționale. Episcopul Wawrzyniec Goślicki, care a scris și a plublicat în 1568 un studiu intitulat De Optimo Senatore, a fost un alt gânditor politic de vest, popular și influent.
Istoricul Marcin Kromer a scris De origine et rebus gestis Polonorum (Originea și faptele polonezilor) în 1555 și în 1577 a scris un tratat foarte apreciat în Europa. Cronica Marcin Bielski, o istorie universală, a fost scrisă în 1550.

### Literatura
Literatura de specialitate poloneză modernă a început în secolul al XVI-lea. La acel moment, limba poloneză, comună tuturor grupurilor educate, a ajuns la scadență și a penetrat toate domeniile vieții publice, inclusiv instituțiile municipale, codul legal, biserica și alte utilizări oficiale, coexistente pentru o vreme cu latina. Klemes Janicki, unul dintre poeții Renașterii limbii latine, un laureat al unei distincții papale, a fost de origine țărănească. Un alt autor plebeu, Biernat din Lublin, a scris propria sa versiune de fabule în poloneză.

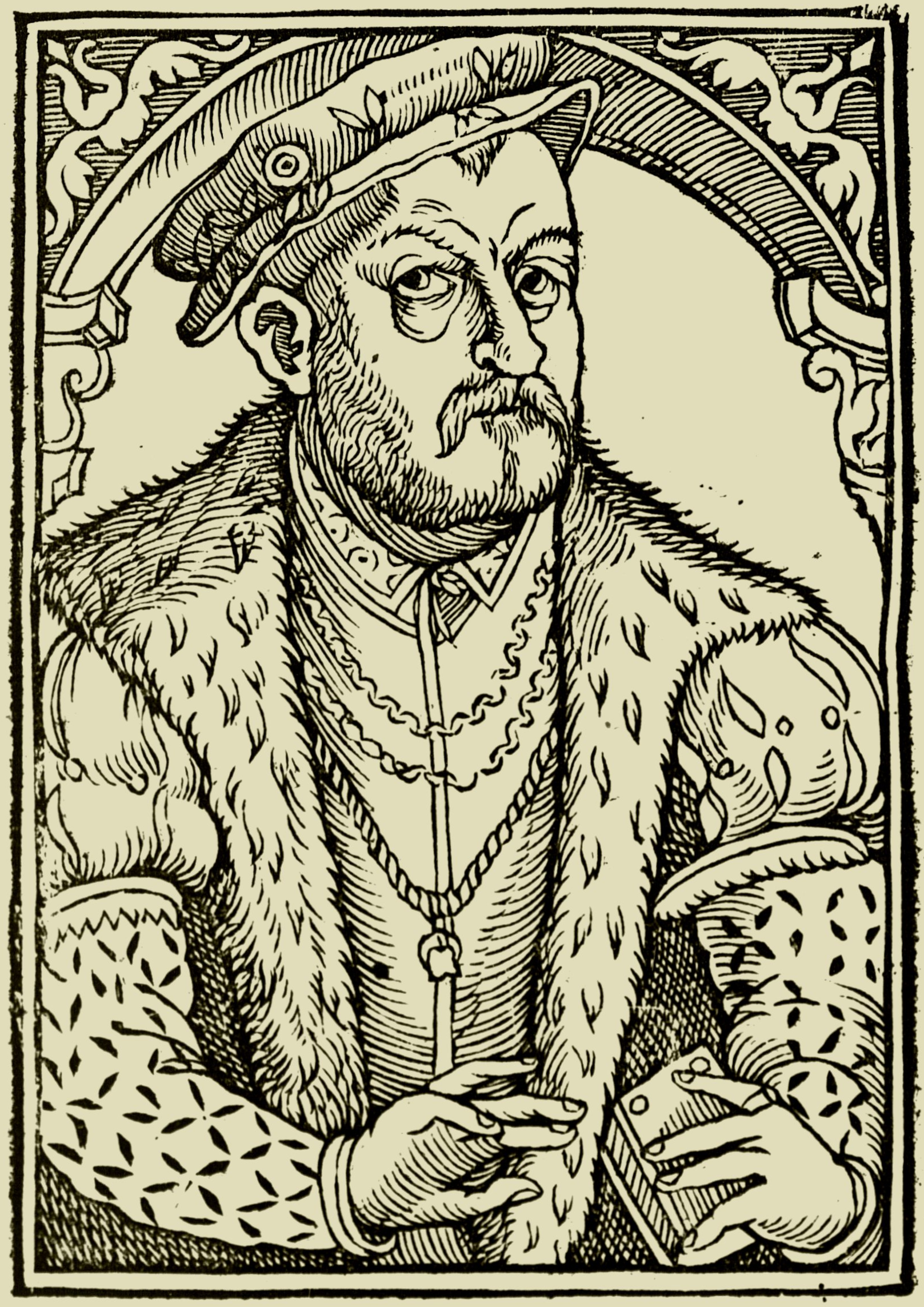
Mikołaj Rej

O descoperire literară în limba poloneză a intrat sub influența Reformei, cu scrierile lui Mikołaj Rej. În discursul său, o satiră publicată în 1543, el apăra iobagii de preoții nobili, dar în lucrările sale de mai târziu, el celebrează adesea bucuriile vieții pașnice dar privilegiază viața domnilor de la țară. Rej, a cărui moștenire este promovarea limbii poloneze, a lăsat o mare varietate de piese literare. Łukasz Górnicki, un autor și traducător, a perfecționat proza poloneză a perioadei. Prinetenul său, Jan Kochanowski, a devenit unul dintre cei mai mari poeți polonezi din toate timpurile.

## Republica nobilimii de mijloc

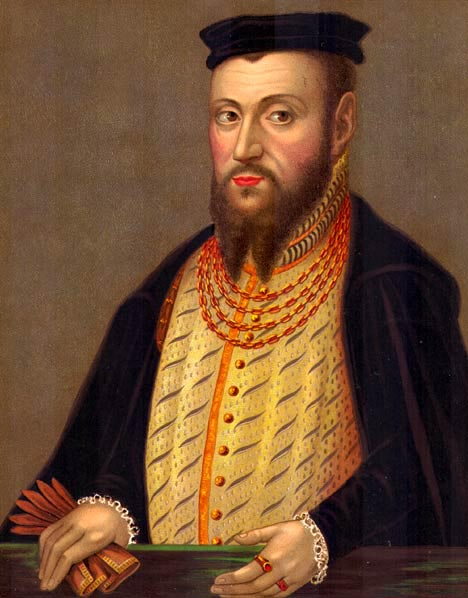
Sigismund al II-lea August, ultimul rege al dinastiei Jagiellon; acțiuniel sale au facilitat Uniunea de la Lublin

Sistemul politic polonez în secolul al XVI-lea a fost contestată de nobili de mijloc (șleahta) care căutau putere. Regii Sigismund I și Sigismung al II-lea August au manipulat instituțiile publice pentru a bloca mica nobilime. Regii și-au folosit puterea de numire și influența asupra alegerilor pentru Seim. Au emis propaganda susținând poziția regală și au oferit finanțarea pentru liderii favorizați ai nobilimii. Rareori au recurs la represiune sau la violență. Compromisurile au fost atinse, astfel încât în a doua jumătate a secolului al XVI-lea, pentru singura dată în istoria poloneză, a fost implementată democrația nobilimii.
În timpul domniei lui Sigismund I, șleahta din camera inferioară a Seimului (din 1493 un corp legislativ bicameral), hotărâseră inițial privilegii pentru colegii lor în Seim, și au achiziționat o reprezentare mai numeroasă. Cu toate acestea, Sigismund a preferat să se pronunțe cu ajutorul magnaților, împingând șleahta în opoziție.
După Actul Novi Nihil din 1505, o colecție de legi cunoscute sub numele de Statutul Laski, au fost publicate în 1506 și distribuite instanțelor poloneze. Declarațiile legale, menite să faciliteze funcționarea unui stat unitar și centralizat, cu privilegii obișnuite pentru șleahtă și puternic protejate, au fost adesea ignorate de către regi, începând cu Sigismund I, și de către nobilii superiori sau de biserici. Această situație a devenit baza pentru a formara în 1520 mișcarea de executare a șleahtei, pentru codificarea completă și executare, sau pentru aplicarea legilor.
În 1518, Sigismund s-a căsătorit cu Bona Sforza d'Aragona, o prințesă italiană tânără și puternică. Influența Bonei asupra regelui și magnaților, eforturile sale de a consolida poziția monarhului politic, situația financiară și în special măsurile luate de ea pentru promovarea intereselor sale personale și dinastice, inclusiv alegerea regală forțată a minorului Sigismund August în 1529 și prematura lui încoronare din 1530, a crescut nemulțumirea în rândul activiștilor din șleahtă.
Mișcarea șleahtei de mijloc a venit cu un program de reformă constructivă în timpul Seimlui din Cracovia în 1538-1539. Printre cererile acestei mișcări a fost sfârșitul practicii regilor de înstrăinare a domeniului regal, oferirea sau vânzarea de proprietăți funciare a stăpânilor la discreția monarhului și interzicerea cumului de birouri de stat de către aceeași persoană. Refuzul lui Sigismund de a pune în aplicare obiectivele reformatorilor, au afectat negativ capacitățile  financiare și de apărare a țării.
Relația cu șleahta a ajuns mai rău decât în primii ani ai domniei lui Sigismund al II-lea August și a rămas așa până în 1562. Căsătoria secretă a lui Sigismund August cu Barbara Radziwill în 1547, înainte de aderarea sa la tron, a fost puternic opusă de Bona și de către magnații Coroanei. Sigismund, care a preluat domnia după moartea tatălui său în 1548, a depășit rezistența și a încoronat-o pe Barbara în 1550; câteva luni mai târziu, noua regină a murit. Bona, înstrăinată de fiul ei, s-a întors în Italia în 1556, unde a murit la scurt timp după aceea.

Familia Jagiellon, portret de Lucas Cranach

Seimul, până în 1573, chemat de rege la discreția sa (spre exemplu atunci când a avut nevoie de fonduri pentru război), compus din doua camere prezidate de către monarh, a devenit în cursul secolului al XVI-lea principalul organ al statului de putere. Mișcarea de execuție reformatoare a avut șansa de a-și asuma ierarhia magnaților și bisericii (și a luat măsuri pentru a împiedica abuzul lor de putere și bogăție), atunci când Sigismund August a schimbat părțile și le-a acordat suportul său în Seim în 1562. În timpul acestui lucru și a mai multor sesiuni de parlament, în următorii zece ani, Reforma a inspirat șleahta și a fost capabilă să împingă printr-o varietatea de reforme, care a dus la o guvernare mai bună, mult mai centralizată și  teritorial unificată. Unele dintre modificări au fost prea modeste, altele nu au devenit complet implementate (de exemplu, recuperarea terenului uzurpat al Coroanei), dar cu toate acestea, pentru un moment, mișcarea șleahtei de mijloc a fost victorioasă.

## Resursele și obiectivele strategice

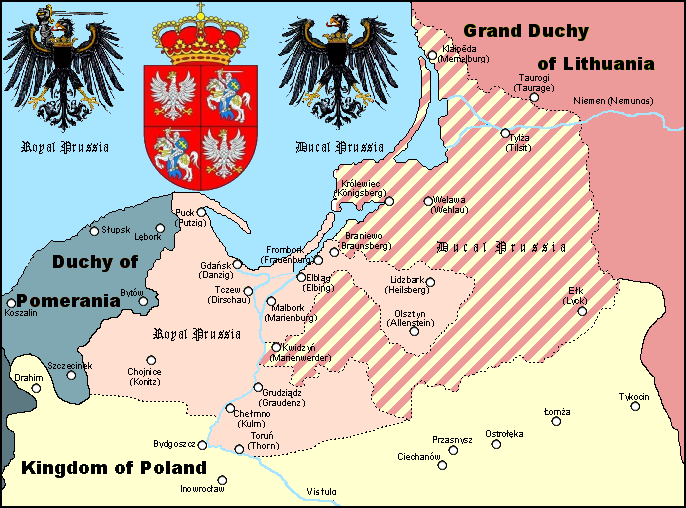
Prusia Regală (în roz), Ducatul Prusiei (hașurat)

În ciuda dezvoltării economice favorabile, potențialul militar al secolului al XVI-lea din Polonia a fost modest în raport cu provocările și amenințările care proveneau din mai multe direcții, care a inclus Imperiul Otoman, statul Teutonic, Habsburgii și Rușii. Având în vedere valoarea militară în scădere și dorința de ruszenie pospolită, cea mai mare parte a forțelor disponibile erau formate din soldați profesioniști și mercenari. Numărul și furnizarea acestora depindea de aprobarea de finanțare a șleahtei și a avut tendința de a fi insuficientă pentru orice combinație de adversari. Calitatea forțelor și comanda lor a fost bună, fapt demonstrat de victoriile împotriva unui inamic aparent copleșitor. Atingerea obiectivelor strategice a fost susținută de un serviciul bine dezvoltat de diplomați și emisari. Din cauza resurselor limitate aflate la dispoziția statului, Polonia Jagielloniană a trebuit să se concentreze pe zona cea mai important, pentru securitatea intereselor economice, care a dus la consolidarea poziției Poloniei pe coasta Mării Baltice.

### Prusia și lupta pentru dominația zonei Baltice
Pacea de la Thorn din 1466 a redus Cavalerii Teutoni, dar nu a adus nici o soluție de durată pentru problema Poloniei și au evitat plata tributului prescris. Relațiile dificile au ajuns și mai rău după alegerea Marelui Maestru al Ordinului, după 1511. Confruntându-se cu alianțele ostile și reînarmate ale lui Albert, Polonia a purtat un război în 1519, care s-a încheiat în 1521, când medierea lui Carol al V-lea a dus la un armistițiu. Ca o mișcare compromisă, Albert convins de Martin Luther, a inițiat un proces de secularizare a Ordinului și de creare a unui ducat laic prusac, condus de Albert și apoi de către urmașii săi. Termenii pactului propus au îmbunătățit imediat situația Poloniei în regiunea Mării Baltice, iar în acel moemnt a apărut protejarea intereselor pe termen lung ale țării. Tratatul a fost încheiat în 1525 în Cracovia. Starea cavalerilor teutoni a fost trasformată în protestanți, în Ducatul Prusiei sub regele Poloniei și a urmat actul de omagiu al noului duce prusac în Cracovia.
În realitate, Casa de Hohenzollern, din care Albert era membru, a fost în mod activ influențată de extinderea teritorială. Motivat de un oportunism politic actual, Sigismund August, în 1563, a permis electorilor Brandenburg al Hohenzollernilor  să moștenească guvernara fiefului prusac. Decizia, confirmată în 1569 de Seim, a făcut posibil viitoarea unire a Prusiei cu Brandenburgul. Spre deosebire de succesorii săi, Sigismund al II-lea a fost atent să-și afirme supremația. Comunitatea polono-lituaniană, condusă după 1572 de către regii electivi, a fost în mai puțină măsură să contracareze importanța tot mai mare a activei dinastii Hohenzollern.
În 1568 Sigismund August, care se agajase deja într-un program de extindere a flotei de război, a stabilit Comisia Maritimă. A urmat un conflict cu orașul Danzig, care considera că poziția sa de monopol comercial era amenințată. În 1569, Prusia Regală avea autonomie juridică preluată iar în 1570, supremația Poloniei peste Danzig și autoritatea regelui polonez asupra comerțului de transport maritime, care a fost reglementat și a primit recunoaștere legală.

### Războaiele cu Moscova
În secolul al XVI-lea, Marele Ducat al Moscovei a continuat activitățile care vizau unificarea vechilor teritorii Ruse încă sub conducerea lituaniană. Marele Ducat al Lituaniei avea resurse insuficiente pentru a contracara avansurile Moscovei, deja având controlul populației ruse în interiorul granițelor sale și nu a fost în stare să conteze pe loialitatea rușilor feudali. Ca urmare a războiului prelungit din secolele XV-XVI, Moscova a achiziționat suprafețe întinse de pe teritoriul de est al fluviului Nipru. Asistența poloneză și implicarea sa deveneau din ce în ce mai necesare pentru a echilibra puterea și pentru a ajunge la est de domeniul lituanian.
Vasili al III-lea al Moscovei a purtat un război cu Lituania și Polonia, între 1512 și 1522, în timpul căruia în 1514 rușii au luat Smolensk. În același an, expediția de salvare polono-lituaniană a luptat în bătălia victorioasă de la Orsha sub comanda lui Konstanty Ostrogski care a oprit Ducatul Moscovei să avanseze. Un armistițiu pus în aplicare în 1522 a lăsat terenul Smolensk și Severia în mâinile Rusiei. O altă rundă de lupte a avut loc în perioada 1534-1537, unde polonezii conduși de Jan Tarnowski au preluat Gomel și au învins Starodub. Noul armistițiu a stabilizat frontiera și a adus peste două decenii de pace.

### Jagiellonii și Habsburgii; Expansiunile Imperiului Otoman
În 15151, în timpul unui congres la Viena, s-a stabilit un acord de succesiune dinastică între Maximilian I, Împăratul Roman și frații Jagiellon, Vladislau al II-lea al Boemiei și Ungariei și Sigismund I al Poloniei și Lituaniei. Acest acord trebuia să sfârșească suportul Împăratului pentru dușmanii Poloniei, Statele Teutonilor și Rusia, dar după alegerea lui Carol al V-lea, succesorul lui Maximilian în 1519, relațiile cu Sigismund s-au înrăutățit.
Rivalitatea Jagiellonilor cu Casa de Habsburg în Europa Centrală a fost în cele din urmă rezolvată în avantajul Habsburgilor. Factorul decisiv care a deteriorat și slăbit monarhii ultimilor Jagiellon a fost expansiunea Imperiului Otoman.
Vulnerabilitatea Ungariei a crescut foarte mult după ce Soliman Magnificul a luat cetatea Belgrad în 1521. Pentru a preveni Polonia de a extinde ajutor militar Ungariei, Soliman a făcut un raid forțat tătaro-turc la sud-est de Polonia și Lituania în 1524. Armata maghiară a fost învinsă în 1526 în bătălia de la Mohács, unde tânărul Ludovic al II-lea Jagiellon, fiul lui Vladislau al II-lea, a fost ucis. Ulterior, după o perioadă de conflicte interne și intervenții externe, Ungaria a fost împărțită între Habsburgi și otomani.
Moartea lui Janusz al III-lea al Moscovei în 1526, ultimul membru din linia ducilor Masovia Piast (o rămășiță din diviziunea perioadei de fragmentare), i-a permis lui Sigismund I să finalizeze integrarea Masoviei în Coroana poloneză în 1529.
Din secolul al XVI-lea, regiunea de frontieră Pokuttya a fost contestată de către Polonia și Moldova. O pace cu Moldova a intrat în vigoare în 1538  iar Pokuttya a rămas de partea poloneză. A fost negociată o pace eternă cu Imperiul Otoman în 1533 pentru a asigura zonele de frontieră. Moldova a căzut sub dominație turcă dar magnații polono-lituanieni au rămas implicați activ acolo. Sigismund al II-lea August a pretins jurisdicție iar în 1569 a acceptat suzeranitatea oficială și de scurtă durată asupra Moldovei.

## Polonia și Lituania în uniunea reală sub Sigismund al II-lea
Faptul că Sigismund al II-lea nu avea copii a adăugat o urgență la ideea de a transforma uniunea personală între Polonia și Marele Ducat al Lituaniei într-o relație permanentă și strictă, și de asemenea, o prioritate pentru mișcarea de execuție. Legile lituaniene au fost codificate și au fost adoptate reforme în 1529, 1557, 1565-1566 și 1588, făcând treptat sistemul juridic, social și economic similar cu cel al Poloniei, cu rolul nobilimii de mijloc și de jos. Războaiele cu Moscova sub Ivan al IV-lea și amenințarea percepută din această direcție a prevăzut o motivație suplimentară pentru unirea reală, atât pentru Polonia cât și pentru Lituania.
Procesul de negociere a acordurilor actuale s-a dovedit a fi dificil și a durat din 1563 până în 1569, cu magnații lituanieni care se îngrijorau de pierderea poziției lor dominante, fiind uneori necooperantă. A fost nevoie de declarația unilaterală a lui Sigismund al II-lea de a încorpora coroana regiunilor substanțiale de frontieră, inclusiv cele lituaniene și ucrainele, pentru a-i face magnații lituanieni să accepte procesul și să participe la depunerea unui jurământ al actului de Uniune de la Lublin din Polonia, pe 1 iulie 1569. Pentru viitorul apropiat, Lituania a fost din ce în ce mai sigură pe frontul de est.
Limba lituaniană a supraviețuit ca un dialect țărănesc și ca o limbă scrisă în uz religios, de la publicarea Cateismului lituanian de Martynas Mažvydas în 1547. Limba ruteană a fost și a rămas în uz oficial în Marele Ducat chiar și după Uniune, până la preluarea de către polonezi.

## Comunitatea multiculturală, dominația magnaților
Prin Uniunea de la Lublin a fost creată Comunitatea polono-lituaniană, care se întindea de la Marea Baltică și Munții Carpați, până în Belarusul de astăzi și în vestul și centrul Ucrainei (care anterior fuseseră principate Rusești). În cadrul noii federații, a fost reținut un anumit grad de separare formală a Poloniei și Linuaniei (birouri de stat distincte, armata, teritoriile și sistemele judiciare), dar uniunea a devenit o entitate națională, cu un monarh comun, cu parlament, sistem monetar și politica externă și militară, în care numai nobilimea s-a bucurat de drepturi depline. În plus, nobilimea de sus a fost pe cale să-și asume rolul dominant în Comunitate, în timp ce fracțiunile magnate au dobândit capacitatea de a manipula și controla restul șleahtei în avantajul lor. Această tendință, facilitată mai departe așezările liberale și achizițiile terenurilor, și a devenit evident după moartea lui Sigismund august în 1572, ultimul monarh al dinastiei Jagiellon.
Una dintre caracteristicile cele mai importante ale Comunității nou înființate a fost etniciă diversă, și în consecință, diversitatea credinței religioase și culte. Printre popoarele reprezentate au fost polonezii (aproximativ 50% sau mai puțin din totalul populației), lituanieni, letoni, ruși, germani, estonieni, evrei, armeni, tătari și cehi, dar și grupuri mici din Europa de Vest. În ceea ce privește principalele segemente sociale în secolul al XVII-lea, aproape 70% din populația Comunității erau țărani, peste 20% erau locuitori din orașe și mai puțin de 10% erau nobili și clerici. Populația totală, estimată la 8-10 milioane de oameni, a continuat să crească în mod dramatic până la mijlocul secolului. Populațiile slave ale terenurilor estice, Rusia sau Rutenia, erau solide, cu excepția nobilimii poloneze colonizate și ortodocșilor estici care prevesteau un viitor cu probleme pentru Comunitate.